# Alojz Križman
Prof. dr. Alojz Križman, slovenski metalurg, profesor strojništva, doktor znanosti, politik in športni delavec, * 24. maj 1940, Križevci pri Ljutomeru.

## Življenjepis
Rojen je bil v Križevcih pri Ljutomeru. Osnovno šolo in klasično gimnazijo je obiskoval v Mariboru. 
Leta 1965 je diplomiral na Fakulteti za naravoslovje in tehnologijo Univerze v Ljubljani. Kot strokovnjak s področja strojništva se je leta 1964 zaposlil v gospodarstvu v  podjetju Mariborska livarna Maribor sprva kot razvojni inženir, nato pa kot vodja razvoja tehnologije.
Leta 1980 je doktoriral na Univerzi v Leobnu z delom »Die Fertigung von Rohrluppen im horizontalen Strangguß für die Herstellung von Kondensatorrohren aus Cu-Zn-Legierungen«. Njegovo znanstveno in strokovno delo obsega področje neželeznih kovinskih gradiv. Na strokovnem področju je glavni in odgovorni urednik Livarskega vestnika, ki ga izdaja Društvo livarjev Slovenije.
Na Univerzi v Mariboru se je zaposlil leta 1976. Deloval je kot profesor in raziskovalec. Od leta 1979 do 1983 je bil predstojnik VTO Strojništvo, od leta 1983 do 1987 dekan Tehniške fakultete Maribor in od leta 1987 rektor Univerze v Mariboru. Imenovan je bil v naziv zaslužni profesor.

## Družbeno delovanje
Leta 1988 je postal član Odbora za varstvo človekovih pravic. Bil je med ustanovitelji Slovenske demokratske zveze, ustanovitelj in predsednik Liste za Maribor in predsednik stranke Zveza neodvisnih Slovenije.
Na prvih županskih volitvah v samostojni Sloveniji je leta 1994 postal župan Univerzitetnega mesta Maribor, od leta 1998 do leta 2006 pa je deloval kot član mestnega sveta.
Od leta 2002 do 2007 je bil član Državnega sveta Republike Slovenije.
Je dolgoletni predsednik najstarejšega slovenskega športnega društva, Zveze mariborskih športnih društev Branik. 
Alojz Križman je dobitnik več priznanj, med njimi državne nagrade Sklada Borisa Kidriča za raziskovalne dosežke. 